# Barry Bannan
Barry Bannan (ur. 1 grudnia 1989 w Airdrie) – szkocki piłkarz występujący na pozycji pomocnika w Sheffield Wednesday i reprezentacji Szkocji.

## Kariera klubowa
Po występach w zespole rezerw w lipcu 2008 roku Bannan podpisał dwuletni zawodowy kontrakt z Aston Villą. Zadebiutował 17 grudnia w przegranym 1:3 wyjazdowym meczu fazy grupowej Pucharu UEFA z HSV, zmieniając w 61. minucie Craiga Gardnera. 26 lutego w spotkaniu tych samych rozgrywek z CSKA Moskwa po raz pierwszy zagrał od pierwszej minuty.
13 marca został wypożyczony na miesiąc do Derby County. Już następnego dnia zdobył bramkę w meczu z Sheffield United. Ostatecznie Bannan w Derby został do końca sezonu i rozegrał 10 ligowych meczów.
26 listopada 2009 roku został wypożyczony do Blackpool. Zadebiutował cztery dni później, zmieniając Charliego Adama w 87. minucie zremiowanego 1:1 ligowego meczu z Preston North End. 8 grudnia w wygranym 3:0 wyjazdowym meczu z Middlesbrough po raz pierwszy zagrał w wyjściowym składzie, a w 84. minucie zmienił go Al Bangura. 30 stycznia Bannan zdobył bramkę w spotkaniu z Coventry City (remis 1:1), a sezon zakończył z 20 ligowymi występami. Dzięki wygranej w finale play-offów z Cardiff City jego zespół awansował do Premier League, a on sam wszedł na boisko w końcówce spotkania, zmieniając Davida Vaughana.
Po powrocie do Aston Villi Bannan 14 sierpnia 2010 zadebiutował w Premier League, zmieniając w 89. minucie meczu z West Ham United Marca Albringtona. 19 sierpnia w zremisowanym 1:1 meczu eliminacji do Ligi Europy zdobył pierwszą bramkę dla swojego zespołu.
2 września 2013 roku podpisał 3-letnią umowę z Crystal Palace.

## Kariera reprezentacyjna
11 listopada 2010 Bannan zadebiutował w dorosłej reprezentacji Szkocji w meczu towarzyskim przeciwko Wyspom Owczym.